# Anna-Lena Vollmer
Anna-Lena Vollmer (* 2. April 1994) ist eine ehemalige deutsche Fußballspielerin.

## Karriere
Anna-Lena Vollmer begann 1998 in Würm mit dem Fußballspielen. Beim FC Phönix Würm durchlief sie mehreren Jugendabteilungen und lernte die Fußballgrundfertigkeiten, bevor sie im Jahre 2008 zum FSV Sulzfeld wechselte. Hier spielte sie nur ein Jahr und wechselte im Sommer 2009 zu den B-Juniorinnen vom ASV Hagsfeld und spielte in der Bezirksliga. Nach einem Jahr bei den B-Juniorinnen wechselte sie in die erste Mannschaft und spielte dann in der Regionalliga Süd. Am Ende der Saison 2010/11 hatte die erste Mannschaft des ASV ganze zwei Punkte auf dem Konto und musste in die Oberliga Baden-Württemberg absteigen. Nach dem einen Jahr in der Oberliga Baden-Württemberg wechselte sie im Sommer 2012 aus Hagsfeld zum VfL Sindelfingen in die Bundesliga.
Dort gab sie am 4. November 2012 im Heimspiel gegen FC Bayern München ihr Debüt, als sie in der 57. Spielminute beim Spielstand von 0:1 für Julia Schneider eingewechselt wurde. Ihr erstes Tor in der Bundesliga konnte sie am 14. April 2013 im Heimspiel gegen SC 07 Bad Neuenahr erzielen, als sie in der 12. Spielminute zum zwischenzeitlichen 1:0 traf. Nach zwei Jahren mit Sindelfingen in der Bundesliga spielte Vollmer in der Saison 2014/15 für die 2. Mannschaft in der Regionalliga Süd. Neben dem Spielbetrieb ging Anna-Lena Vollmer ihrem Beruf als Polizistin in Baden-Württemberg nach und nahm 2013 für Baden-Württemberg an den Deutschen Polizeimeisterschaften im Frauenfußball teil.
Im Januar 2015 wechselte Anna-Lena Vollmer zum Oberliga-Verein FV 09 Niefern. Bei diesem Verein blieb sie bis zu ihrem Karriereende 2024.